# Змінні типу PV Телескопа

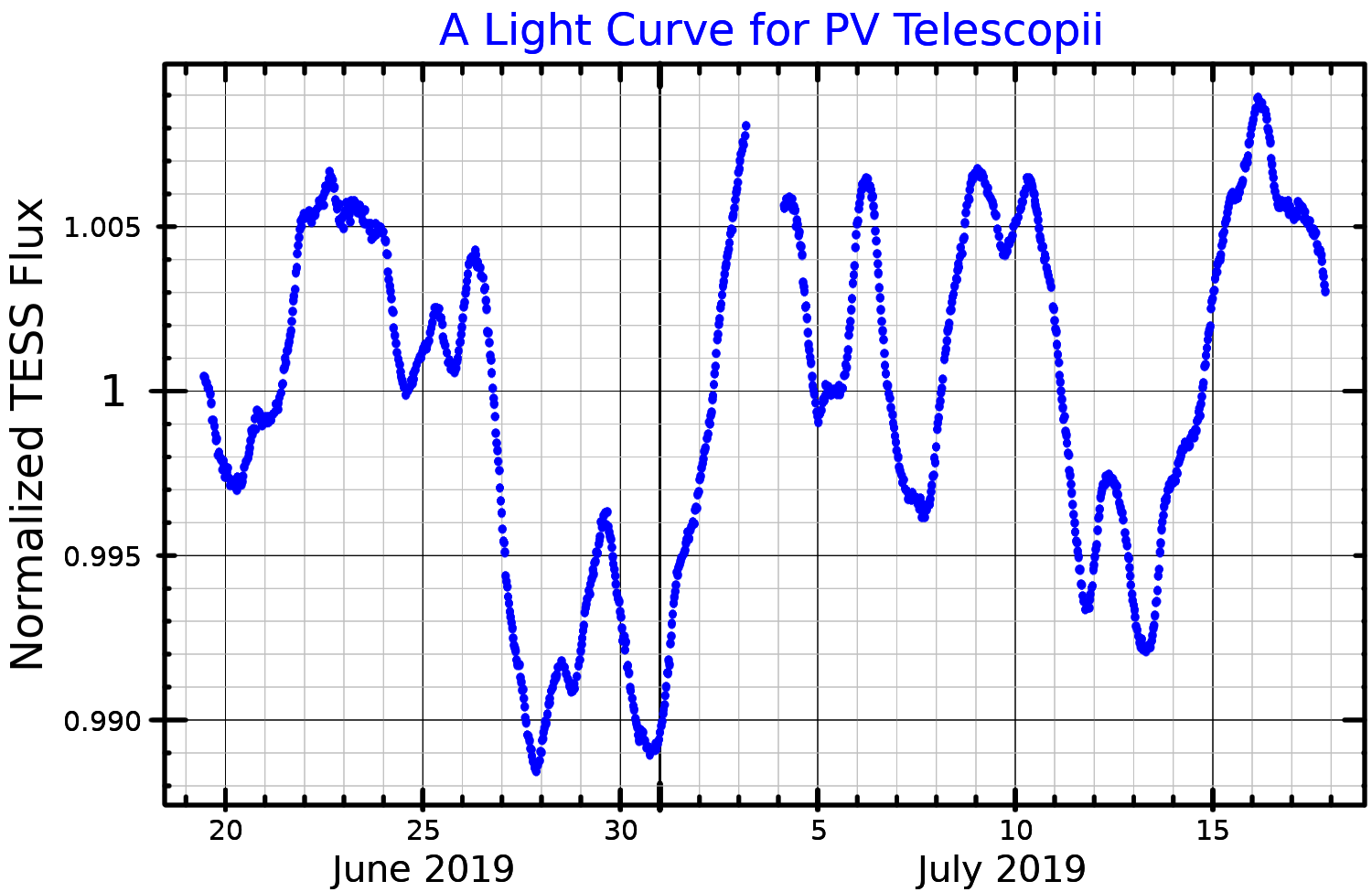
Крива блиску для PV Telescopii, адаптована з Jeffery et al. (2020)

Змінна PV Телескопа— тип змінної зорі, встановлений у Генеральному каталозі змінних зір під абревіатурою PVTEL. Цей клас змінних визначається як «гелієві надгіганти Bp-зорі зі слабкими лініями водню та посиленими лініями He і C». Тобто спектральні лінії водню цих зір слабші, ніж зазвичай для зір зоряного класу В, тоді як лінії гелію і вуглецю сильніші. Вони є різновидом екстремальних гелієвих зір .
Прототипом цієї категорії змінної є PV Телескопа, яка зазнає невеликих, але складних коливань світності та коливань радіальної швидкості. Зорі PV Телескопа мають надзвичайно дефіцит водню порівняно з іншими зорями класу B і змінюються за яскравістю у часових масштабах від кількох годин до кількох років. Станом на 2008 рік у Загальному каталозі змінних зір є дванадцять підтверджених змінних PV Tel.
Змінні PV Телескопа поділяються на три різні типи на основі спектрального типу: тип I представляє пізні зірки B і A, тип II представляє O і ранні B, а тип III представляє зірки F і G. Зірки III типу завжди багаті вуглецем і мають дефіцит водню, тоді як зірки I і II типу не обов'язково мають надлишок вуглецю. Більш гарячі типи пульсують швидше, ніж більш холодні типи.

## Список
Наведений нижче список містить вибрані змінні PV Телескопа, які становлять інтерес для аматорів або професійних астрономів. Якщо не зазначено інше, наведені величини знаходяться у V-діапазоні . 
| Зоря             | Максимумальна величина | Мінімальна величина | Тип | Спектральний тип   |
| ---------------- | ---------------------- | ------------------- | --- | ------------------ |
| Іпсилон Стрільця | 4.43                   | 4.65                | I   | F2p                |
| HD 182040        | 6,95                   | 7.17                | III | C. . .             |
| HM Librae        | 7.42                   | 7.63                | III | C                  |
| К. С. Персей     | 7.60                   | 7,85                | я   | A5Iap              |
| П. В. Телескопії | 9.24                   | 9.40                | я   | B5p                |
| BD +1 4381       | 9.47                   | 9.60                | я   | Ф                  |
| CD -35 11760     | 9.62                   | 9,83                | я   | B4Ibe              |
| HD 160641        | 9,78                   | 10.08               | II  | sdOC9.5II-III_He40 |
| Д. Н. Леоніс     | 9.91                   | 10.00               | II  | Bp                 |
| HD 124448        | 9,94                   | 10.03               | II  | B3p                |
| НІ Serpentis     | 10.27                  | 10.39               | я   | Б                  |
| V1920 Cygni      | 10.30                  | 10.41               | я   | B2/3               |
| CPD -58 2721     | 10.40                  | 10.60               | я   | B+. . .            |
| BD -9 4395       | 10.44                  | 10.63               | II  | Б                  |
| LS IV -1 2       | 10.95                  | 11.05               | я   | OB+                |